# سور (الیگودرز)
سور، روستایی از توابع بخش مرکزی شهرستان الیگودرز در استان لرستان ایران است.

## جمعیت
این روستا در دهستان پاچه‌لک شرقی قرار دارد و براساس سرشماری مرکز آمار ایران در سال ۱۳۸۵، جمعیت آن ۷۱۷ نفر (۱۴۵ خانوار) بوده‌است.